# Oranienburger Straße
De Oranienburger Straße is een straat in het Berlijnse stadsdeel Mitte. De Oranienburger Straße loopt van de Friedrichstraße en de Oranienburger Tor naar de Hackescher Markt en loopt van het noordwesten naar het zuidoosten. De straat is een van de belangrijkste uitgaansstraten in het oostelijk gedeelte van Berlijn. Er zijn dan ook veel horecagelegenheden te vinden. Ook is deze straat bekend vanwege straatprostitutie.

## Geschiedenis
De straat bestaat sinds de 13e eeuw. In deze tijd droeg de straat de naam Spandauer Heerweg. Indertijd was ze de verbinding tussen de Spandauer Tor in de Berlijnse stadsmuur naar Spandau. De huidige benaming van de straat dateert van 1824.

## Bezienswaardigheden

### Monbijoupark
Vlak bij de Hackescher Markt ligt het Monbijoupark. Het park ontstond na de sloop van het Slot Monbijou. Het Monbijoupark is tegenwoordig ongeveer 3 hectare groot. Hier bevinden zich enkele restaurants, ateliers van de Kunstacademie en enkele sportvoorzieningen.

### Neue Synagoge

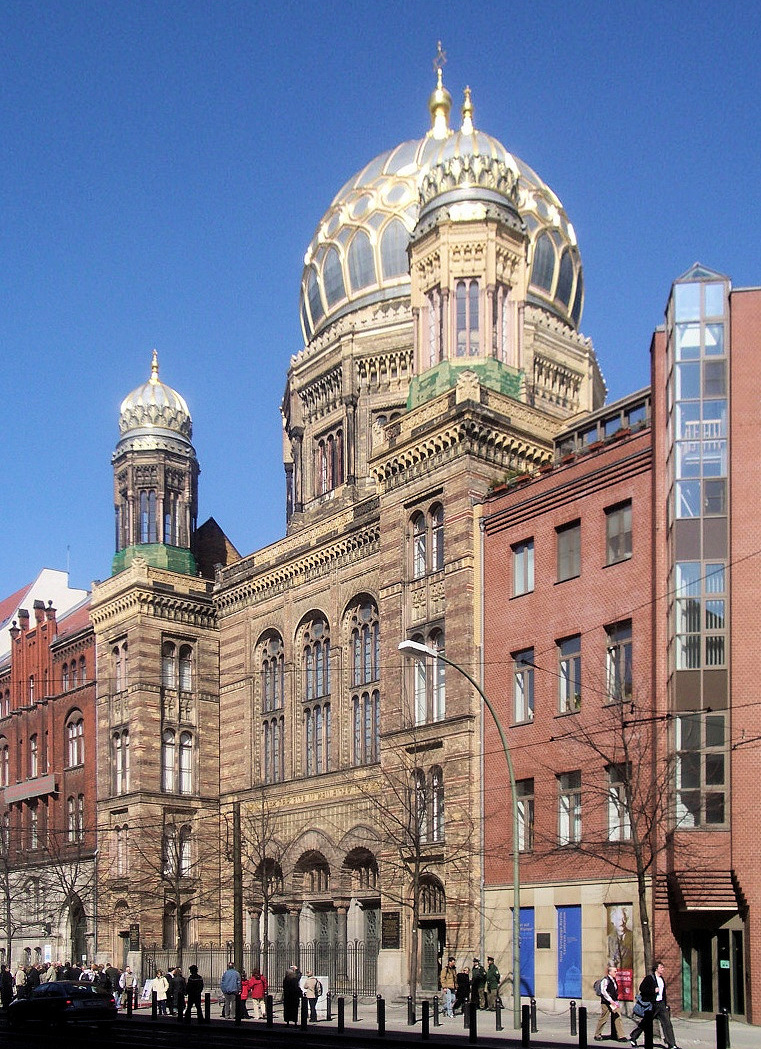
Neue Synagoge

Ongeveer in het midden van de straat bevindt zich de Neue Synagoge. De Neue Synagoge is een van de grootste synagogen in de stad en is in de periode 1859-1866 gebouwd. De synagoge is vooral bekend vanwege haar deels vergulde koepel. In november 1938 is de synagoge in brand gestoken, maar ondervond relatief weinig schade, omdat de brand snel werd geblust. In de Tweede Wereldoorlog raakte de synagoge door bombardementen zwaar beschadigd. In de periode 1988-1993 werd het gebouw gerenoveerd en dient tegenwoordig als museum. Het gebouw valt onder monumentenzorg.

### Postfuhramt

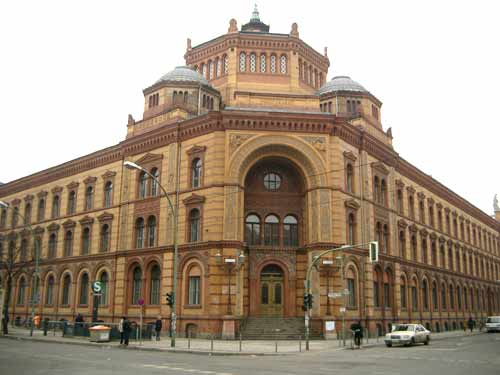
Postfuhramt op de hoek Tucholskystraße

Op de hoek met de Tucholskystraße bevindt zich het voormalige Kaiserliche Postfuhramt. Dit gebouw werd tussen 1875 en 1881 gebouwd en werd net als de naburige Synagoge met een koepel "bekroond". Aan de façade van het gebouw bevinden zich 26 portretten van bekende persoonlijkheden, die in belangrijke rol hebben gespeeld bij de Duitse post. Het geheel valt onder monumentenzorg. In 2006 werd in het gebouw een tenstoonstellingsruimte voor fotografie geopend van C/O Berlin.

### Tacheles
Kort voor de aansluiting met de Friedrichstraße ligt een "ruïne". Dit zijn de resten van de voormalige Friedrichstraßen-Passage, die tussen 1907 en 1909 werd gebouwd. In de jaren 80 van de 20e eeuw werd met de sloop hiervan begonnen. In februari 1990 werd de ruïne echter bezet door ongeveer 50 kunstenaars uit heel Berlijn, die het voor verdere sloop behoeden.
Het Kunsthaus Tacheles ontwikkelde zich snel tot een cultureel centrum in de Joodse Wijk van Berlijn. De plek biedt naast talrijke kunstobjecten ook plaats voor horeca en ateliers. Heden ten dage staat het onder monumentenzorg.

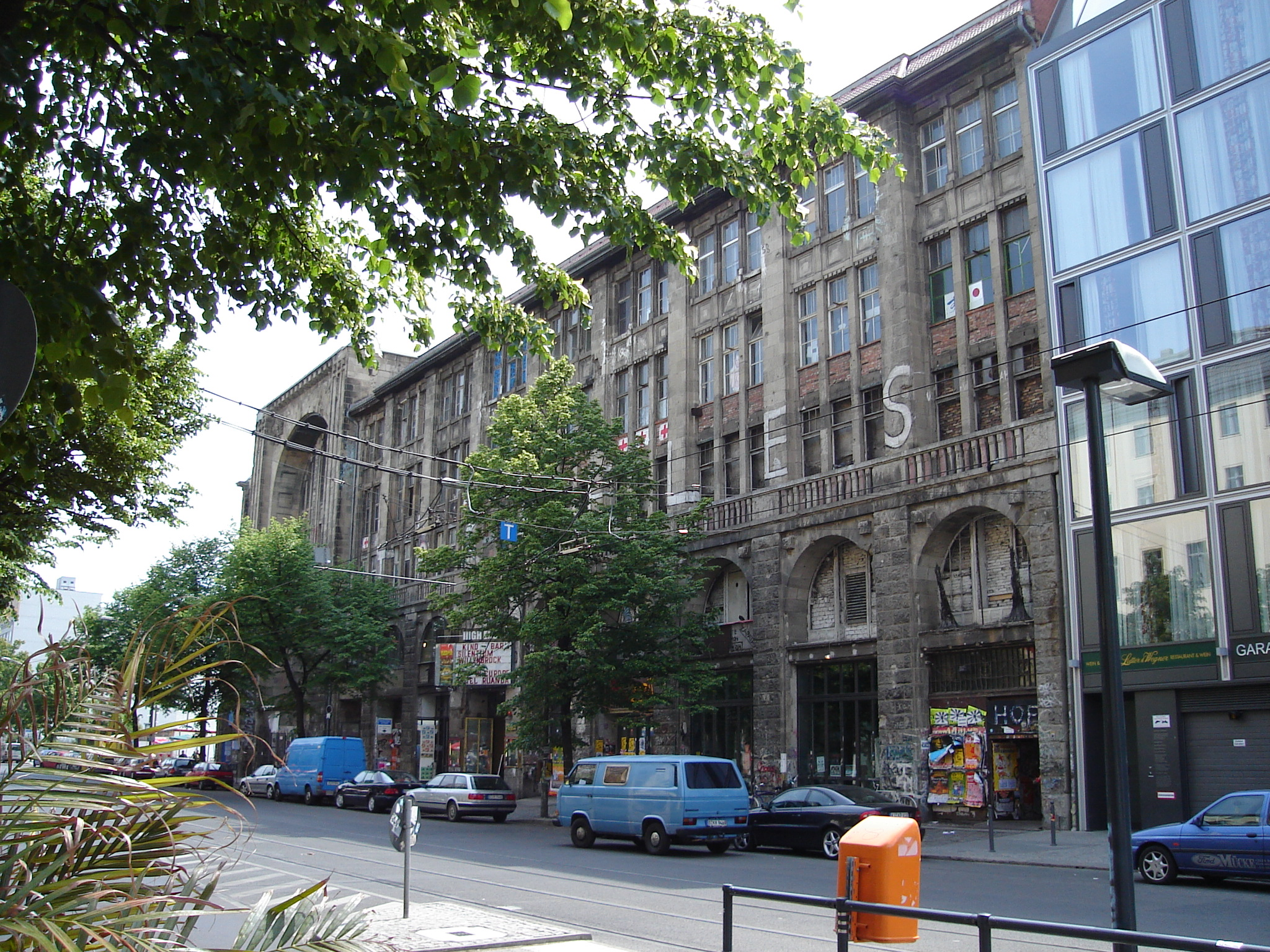
Kunsthaus Tacheles

Op 4 september 2012 werden alle inwoners uit het pand verwijderd. De artiesten werden op politiebevel uit het pand gezet, dat ze in alle vrede verlieten. Het pand is in handen van de HSH Nordbank, die het liet ontruimen voor verdere verkoop. De toekomst van de Oranienburger Straße wordt gekenmerkt door grote herontwikkelingsprojecten, met een grote focus op luxueus wonen. De in het verleden meer alternatief gerichte straat wordt steeds meer omgebouwd tot een paradijs voor duur wonen.

## Openbaar vervoer

### Tram
De tramlijn door de Oranienburger Straße werd tussen 1868 en 1877 aangelegd en werd, met een onderbreking tussen 1945 en 1951, voortdurend gebruikt.

### S-Bahnstation Oranienburger Straße
Bij de kruising met de Tucholskystraße bevindt zich het station Oranienburger Straße van de S-Bahn. Dit station werd in mei 1936 als deel van de Noord-zuidtunnel geopend. Tussen 13 augustus 1961 en 2 juli 1990 was het station gesloten. De treinen van de West-Berlijnse S-Bahn reden zonder stop door, en stopten pas weer aan de andere zijde van de sectorgrens. Na de Wende was dit station het eerste dat opnieuw werd geopend.
Altonaer Straße · 
Amalienstraße · 
Bergmannstraße · 
Berliner Allee ·
Bernauer Straße · 
Bismarckstraße · 
Bornholmer Straße · 
Boxhagener Straße ·
Breite Straße ·
Brüderstraße ·
Brunnenstraße ·
Bülowstraße ·
Bundesallee ·
Danziger Straße ·
Eberswalder Straße ·
Ebertstraße ·
Fasanenstraße ·
Frankfurter Allee ·
Friedrichstraße ·
Gertraudenstraße ·
Greifswalder Straße ·
Halskestraße ·
Hardenbergstraße ·
Hauptstraße ·
Heerstraße ·
Hornstraße ·
Invalidenstraße ·
Judengasse ·
Kaiserdamm ·
Karl-Liebknecht-Straße ·
Karl-Marx-Allee ·
Karl-Marx-Straße ·
Kastanienallee ·
Klosterstraße ·
Kopenhagener Straße ·
Kopernikusstraße ·
Kurfürstendamm ·
Landsberger Allee ·
Lehrter Straße ·
Leipziger Straße ·
Majakowskiring ·
Mehringdamm ·
Mollstraße ·
Motzstraße ·
Mühlendamm · 
Oderberger Straße ·
Oranienburger Straße ·
Oranienstraße ·
Ostseestraße ·
Otto-Braun-Straße ·
Otto-Suhr-Allee ·
Potsdamer Straße ·
Prenzlauer Allee ·
Rathausstraße ·
Rheinstraße ·
Rigaer Straße ·
Rosa-Luxemburg-Straße ·
Rosenthaler Straße ·
Rykestraße ·
Samariterstraße · 
Scheidemannstraße · 
Schwedter Straße ·
Schönhauser Allee ·
Simon-Dach-Straße ·
Spandauer Straße ·
Sredzkistraße ·
Stralauer Allee ·
Straße des 17. Juni ·
Tauentzienstraße ·
Torstraße ·
Unter den Linden ·
Warschauer Straße ·
Wiesbadener Straße ·
Wilhelmstraße (Berlin-Mitte) ·
Wilhelmstraße (Berlin-Spandau)